# نهائي كأس السويد 1975
نهائي كأس السويد 1975 هي المباراة النهائية من منافسة كأس السويد 1974–75، أقيمت المباراة في 8 مايو 1975، في ملعب مالمو، بين فريقي نادي مالمو، ونادي يورغوردينس، وفاز فيها نادي مالمو، بعد أن هزم نادي يورغوردينس، بنتيجة 1 - 0، وحضر المباراة 6913 شخصاً.

## تفاصيل المباراة
لعبت المباراة النهائية في 8 مايو 1975.
| نادي مالمو        | 1 -0 | نادي يورغوردينس |
| ----------------- | ---- | --------------- |
| كوني أندرسون 47 ' |      |                 |